# Internationaux de Nouvelle-Calédonie 2011
Internationaux de Nouvelle-Calédonie 2011 là 1 giải tennis chơi trên mặt sân cứng. Đây là lần thứ 7 giải này được tổ chức và nằm trong hệ thống ATP Challenger Tour 2011. Giải đấu được tổ chức ở Nouméa, New Caledonia trong khoảng thời gian từ 3 đến 9 tháng 1 năm 2011.

## Các tay vợt nội dung đơn nam

### Hạt giống
| Quốc gia | Tay vợt           | Xếp hạng1 | Hạt giống |
| -------- | ----------------- | --------- | --------- |
| NED      | Igor Sijsling     | 126       | 1         |
| NED      | Jesse Huta Galung | 128       | 2         |
| LUX      | Gilles Müller     | 134       | 3         |
| FRA      | Marc Gicquel      | 151       | 4         |
| FRA      | Benoît Paire      | 152       | 5         |
| FRA      | Josselin Ouanna   | 157       | 6         |
| FRA      | David Guez        | 169       | 7         |
| ITA      | Simone Vagnozzi   | 179       | 8         |

- Xếp hạng tính tới ngày 27 tháng 12 năm 2010.

### Các tay vợt khác
Các tay vợt nhận được wildcards để thi đấu vòng đấu chính:
- Charles-Antoine Brézac
- Nicolas N'Godrela
- Clément Reix
- Florian Reynet

Các tay vợt vượt qua vòng loại:
- Dominik Meffert
- Amir Weintraub
- Fritz Wolmarans
- Michael Yani

## Vô địch

### Đơn nam
Vincent Millot def.  Gilles Müller, 7–6(6), 2–6, 6–4

### Đôi nam
Dominik Meffert /  Frederik Nielsen def.  Flavio Cipolla /  Simone Vagnozzi, 7–6(4), 5–7, [10–5]

## Liên kết khác
- Official Website Lưu trữ ngày 20 tháng 7 năm 2011 tại Wayback Machine
- ITF Search Lưu trữ ngày 12 tháng 2 năm 2010 tại Wayback Machine
- ATP official site

Bản mẫu:New Caledonia tournaments

Bản mẫu:2011 ATP Challenger Tour